# دالي راسيل (لاعب كرة قدم)
دالي راسيل (بالإنجليزية: Dale Russell)‏ (19 يناير 1955 في المملكة المتحدة - ) هو لاعب كرة قدم أمريكي في مركز الوسط. شارك مع منتخب الولايات المتحدة لكرة القدم. أما مع النوادي، فقد لعب مع بورتلاند تيمبرز وHouston Summit ‏ وHouston Hurricanes ‏ وشيكاغو ستينغ وPhiladelphia Fever (MISL) ‏ وسَانت لويس ستيمرز ‏.